# Zoolander 2
Zoolander 2 är en amerikansk komedifilm från 2016 i regi av Ben Stiller och med manus av John Hamburg, Justin Theroux, Stiller och Nick Stoller. Filmen är en uppföljare till Zoolander från 2001 och har bland andra Stiller, Owen Wilson, Will Ferrell, Penélope Cruz, Kristen Wiig och Fred Armisen i rollerna. Zoolander 2 hade premiär 12 februari 2016.
Inspelningen skedde i Rom under våren 2015. Under modeveckan i Paris 2015 gick Stiller och Wilson på catwalken som sina rollfigurer.

## Handling
När världens vackraste människor systematiskt avrättas kallas de före detta supermodellerna Derek Zoolander (Stiller) och Hansel McDonald (Wilson) in av Interpol för att sätta stopp för brottsligheten.

## Rollista i urval
- Ben Stiller – Derek Zoolander
- Owen Wilson – Hansel McDonald
- Will Ferrell – Jacobim Mugatu
- Penélope Cruz – Melanie Valentina
- Kristen Wiig – Alexanya Atoz
- Fred Armisen – the VIP
- Cyrus Arnold – Derek Zoolander Jr.
- Kyle Mooney – Don Atari
- Kanye West – August Campbell
- Kim Kardashian – Trinitee Campbell
- Beck Bennett – Geoff Mille
- Nathan Lee Graham – Todd
- Milla Jovovich – Katinka Ingabogovinanana
- Benedict Cumberbatch – All
- Lewis Hamilton – Shalisa
- Sting – sig själv, Hansels pappa
- Demi Lovato – sig själv
- Miley Cyrus – sig själv
- Justin Bieber – sig själv
- Jourdan Dunn – sig själv
- Ariana Grande – kvinna i bondage
- Mika – frisör
- Billy Zane – sig själv
- Macaulay Culkin – sig själv
- Lenny Kravitz – sig själv
- Kendall Jenner – sig själv
- Kiefer Sutherland – sig själv
- Skrillex – sig själv
- ASAP Rocky – sig själv
- Katy Perry – sig själv